# 新兵正传II
《新兵正传II》（英語：Ah Boys to Men 2）是2013年的一部新加坡贺岁电影，由梁智强执导及编剧，此片是荣登了新加坡影史上最卖座华语片《新兵正传》的续集，于2013年2月1日上映。《新兵正传II》截至2023年底，已创790万新元票房，取代前作成为新加坡影史上最卖座华语片。

## 剧情
Ken很快地成为了一个有上进心的新兵，并与搭档罗邦起了冲突，过后也将上演成极暴力的争执。他的其中一个队友I.P. Man则为了要向夺走他女友的男人报仇。

## 演员
- 陈伟恩 Joshua 饰 曹俊傑 Ken Chow - 結束初訓後派往SCS(士官學校)，後入OCS(軍官學校)
- 王伟良 饰 罗邦 Lobang - 結束初訓後加入OCS
- 叶荣耀 Noah 饰 文英碧 I.P. Man - 結束初訓後被派往空軍出任技師
- 林俊良 Maxi 饰 曾謝郎 Aloysius / S.L. Jin - 結束初訓後擔任SCS軍官
- 张智杨 Tosh 饰 王上士 Platoon Sergeant / Sergeant Alex Ong
- 刘谦益 Richard 饰 Ken之父
- 洪爱玲 Irene 饰 Ken之母
- 王雷 饰 Ken之舅舅
- 陈天文 饰 Aloysius之父
- Ridhwan Azman 饰 Ismail Mohammed - 結束初訓後被派往憲兵司令部出任調查人員
- Aizuddin Nasser 饰 Muthu Shanmugaratnam - 結束初訓後被派往海軍出任武器控制員

## 音乐
这部电影的主题曲——《Recruit's Anthem》，的词、曲以及演唱，都是由戏中的其中一个演员——Tosh张智杨，所一手包办的。这首歌里头的歌词，是讲述着一个新兵的心声。如今，这首歌的官方MV已上载到Youtube上了。